# Politikåret 1973

## Händelser

### Januari
- 1 januari – Storbritannien, Republiken Irland och Danmark lämnar EFTA och blir medlemmar i EEC.

### April
- 6 april – Den svenska riksdagen antar en terroristlag som ger möjlighet till utvisning av utlänningar som antas tillhöra organisationer som arbetar med våld.

### September
- 11 september – En militärjunta, ledd av Augusto Pinochet, störtar Chiles president Salvador Allende i en blodig statskupp.
- 19 september – I Sverige avger Carl XVI Gustaf kungaförsäkran.
- 24 september – Portugisiska Guinea utropar sig självständigt från Portugal som Guinea-Bissau.[1]

### Oktober
- 6 oktober – Oktoberkriget utbryter när Egypten anfaller Israel.
- 18 oktober - Trygve Bratteli efterträder Lars Korvald som Norges statsminister.[2]

### December
- 6 december – Bensinransonering och andra energibesparande åtgärder beslutas i Sverige till följd av OPEC:s produktionsminskning och prishöjning på olja.
- 18 december - Poul Hartling efterträder Anker Jørgensen som Danmarks statsminister.[3]

## Val och folkomröstningar
- 9–10 september – Norge går till stortingsval.
- 16 september – Vid det riksdagsvalet i Sverige blir ställningen mellan det socialistiska och det borgerliga blocket 175 lika. Folkpartiet förlorar stort. Då blocken har lika många mandat får många frågor avgöras genom lottning under den så kallade lotteririksdagen.
- 4 december – Danmark går till folketingsval.

## Organisationshändelser
- 20 januari – Läraren Alf Svensson blir partiledare för det svenska politiska partiet Kristen Demokratisk Samling (KDS), en post som han kommer att inneha i 31 år.
- Okänt datum – Fremskrittspartiet bildas i Norge.

## Födda
- 2 oktober – Maria Wetterstrand, Miljöpartiet de Grönas språkrör 2002–2011.

## Avlidna
- 22 januari – Lyndon B. Johnson, USA:s president 1963–1969.
- 16 februari – Francisco Caamaño, Dominikanska republikens president 4 maj–30 augusti 1965.
- 29 juli – Julio Adalberto Rivera, El Salvadors president 1962–1967.
- 6 augusti – Fulgencio Batista, Kubas president 1940–1944 och 1952–1959.
- 11 september – Salvador Allende, Chiles president 1970–1973.
- 27 oktober – Otilio Ulate Blanco, Costa Ricas president 1949–1953.
- 3 december – Adolfo Ruiz Cortines, Mexikos president 1952–1958.
- 25 december – İsmet İnönü, Turkiets president 1938–1950.

### Fotnoter
1. ↑  ”Guinea-Bissau” (på engelska). World Statesmen. http://www.worldstatesmen.org/Guinea-Bissau.htm. Läst 23 september 2012.
2. ↑  ”Norway” (på engelska). World Statesmen. http://www.worldstatesmen.org/Norway.htm. Läst 2 augusti 2015.
3. ↑  ”Denmark” (på engelska). World Statesmen. http://www.worldstatesmen.org/Denmark.html. Läst 2 augusti 2015.